# National Soccer League (Australia)
La National Soccer League è stata una lega calcistica attiva in Australia fra il 1977 e il 2004. In quegli anni è stata il massimo campionato nazionale, poi sostituita dalla A-League.

## Storia
Negli anni della propria esistenza la NSL ha cambiato più volte la propria formula, vedendo partecipare 42 diversi club, di cui uno neozelandese.
Le squadre della NSL hanno partecipato alle prime tre edizioni dell'Oceania Club Championship, vincendolo in tutte e tre le occasioni.

## Albo d'oro
- 1977  Sydney City
- 1978  West Adelaide
- 1979  Marconi Stallions
- 1980  Sydney City
- 1981  Sydney City
- 1982  Sydney City
- 1983  St. George
- 1984  South Melbourne
- 1985  Brunswick Zebras
- 1986  Adelaide City
- 1987  APIA Leichhardt
- 1988  Marconi Stallions
- 1989  Marconi Stallions
- 1989-1990  Sydney Olympic
- 1990-1991  South Melbourne
- 1991-1992  Adelaide City
- 1992-1993  Marconi Stallions
- 1993-1994  Adelaide City
- 1994-1995  Melbourne Knights
- 1995-1996  Melbourne Knights
- 1996-1997  Brisbane Strikers
- 1997-1998  South Melbourne
- 1998-1999  South Melbourne
- 1999-2000  Wollongong Wolves
- 2000-2001  Wollongong Wolves
- 2001-2002  Sydney Olympic
- 2002-2003  Perth Glory
- 2003-2004  Perth Glory